# Japans överhus
Japans överhus (japanska: 参議院, sangiin) är överhuset i Japans parlament.
Kammarens ledamöter väljs antingen genom personval i valkretsar eller genom nationella partival. Sedan valet 2022 finns 148 ledamöter valda i valkretsar, efter att denna kategori dessförinnan räknat 145 ledamöter. Ledamöterna som valts via nationella partival är 100 stycken. 
Mandatperioderna för ledamöterna är sex år långa, där hälften väljs vart tredje år. Underhuset har den största makten i Japans parlament, men ändringar av grundlagen kräver 2/3 majoritet i både under- och överhus. Om under- och överhuset inte kan enas i valet av ny premiärminister, avgör rösten i underhuset. Likaså avgör rösten i underhuset – efter 30 dagars väntan – ifall de båda kamrarna har olika åsikter vid godkännande av statsbudget.
Till skillnad mot underhuset kan överhuset inte upplösas.